# Setge de Salses (1503)
El setge de Salses de 1503 és una de les batalles de la Segona Guerra de Nàpols.

## Antecedents
L'any 1500, Lluís XII de França havent signat un acord amb Ferran el Catòlic per a dividir el Regne de Nàpols, va marxar cap al sud des de Milà. El 1502, forces espanyoles i franceses combinades havien pres el control del regne. Desacords sobre el repartiment del regne van portar a una guerra entre Lluís i Ferran. L'any 1503, el rei de frança, vençut a la batalla de Cerignola va decidir atacar el Rosselló.

## El setge
El 16 de setembre de 1503, mentre el Castell de Salses estava en construcció, la guarnició d'un miler d'homes manada per Sancho de Castilla, el capità general del Rosselló i la Cerdanya, va resistir el setge de l'exèrcit francès comandat pel mariscal Jean IV de Rieux amb 3.600 cavallers i 15.000 infants amb artilleria que bombardejava constantment la fortalesa
La guarnició assetjada consistia en 600 hombes d'armes, 200 genets, 800 infants i 9 peces d'artilleria. Fadrique Álvarez de Toledo y Enríquez de Quiñones, el duc d'Alba comandant 1.400 soldats de cavalleria pesant, 1.500 de cavalleria i 10.000 infants, va atacar el camp francès des de Ribesaltes i Clairà.
Ferran el Catòlic va organitzar un gran exèrcit de socors, i el 19 d'octubre, quan el mariscal de Rieux va saber que els espanyols ja estaven a Perpinyà i anaven al seu encontre, va aixecar el setge i retirar creuant la frontera i prenent peces d'artillera. La persecució va arribar fins a la muralla de Narbona, on es va refugiar de Rieux, mentre l'estol francès patia els efectes d'una tempesta al Golf de Lleó i s'havia de refugiar a Marsella.

## Conseqüències
Lluís XII de França va firmar el novembre de 1503 un armistici per les operacions a la península Ibèrica i França, però no les operacions al Regne de Nàpols, que va quedar finalment en mans de Ferran el Catòlic després de la victòria de Gonzalo Fernández de Córdoba, el Gran Capità a la Batalla de Garigliano.